# Say Anything (canción)
«Say Anything» es una canción compuesta por Yoshiki y lanzada en el tercer álbum del grupo de rock japonés X Japan, Jealousy, luego fue lanzada también en sencillo, siendo un número uno en Japón. Es la última canción que tocó para un álbum Taiji que después del lanzamiento del álbum Jealousy dejaría la banda. La versión del sencillo es la misma que la del álbum.
El estilo de la balada es algo diferente a otras lanzadas por X Japan como Tears, aunque empieza con orquesta y tiene un extenso solo de guitarra como la mayoría de sus baladas, Say Anything se adapta más la moda que había en la época en que se lanzó y deja un poco de lado el estilo de Yoshiki.
Fue tocada en directo algunas veces durante el Jealousy Tour y en diversos programas musicales pero con una versión más corta.
- Datos: Q1325912